# Franz Odermatt
Franz Odermatt (* 6. April 1867 in Stans; † 5. September 1952 ebenda) war ein Schweizer Beamter, Politiker und Schriftsteller.

## Leben

### Familie
Franz Odermatt entstammte dem alten Nidwaldner Landleutegeschlecht Odermatt und war der Sohn des gleichnamigen Landwirts Franz Odermatt und dessen Ehefrau Josepha (geb. Achermann).
Er war seit 1905 mit der Sängerin Louisa Elisabeth (* 1878), Tochter des Sekundarlehrers Johann Engler, verheiratet. Mit der Hochzeit gab seine Ehefrau ihre Bühnentätigkeit auf; gemeinsam hatten sie eine Tochter.

### Werdegang
Franz Odermatt war nach Beendigung der Schule auf dem väterlichen Hof in Büren bei Stans tätig.
Seinen Militärdienst leistete er bei den Schützen am Gotthardmassiv.
1902 wurde er als Betreibungsbeamter in Stans eingestellt. 1905 erfolgte seine Wahl zum zweiten und 1918 zum ersten Landschreiber des Kantons Nidwalden. 1917 wurde er auch zum Nachfolger seines Schwiegervaters als Hauptagent bei der Schweizerischen Mobiliarversicherung ernannt. 1923 hatte er den Vorsitz der 19. Staatsschreiberkonferenz.
Als unterlegener Gegner des Stau- und Kraftwerks Bannalp trat er am 15. April 1937 von seinem Amt als Landschreiber zurück, nachdem ihm bereits 1935 die Regierung verboten hatte, gegen den Bau des Werks zu schreiben und ein Anschlag auf sein Haus durchgeführt wurde

### Politisches, gesellschaftliches und schriftstellerisches Wirken
1902 war Franz Odermatt massgebend an der Gründung der Liberalen Partei Nidwalden beteiligt, deren Sekretär er anfangs war, bis er 1932 zum Präsidenten gewählt wurde. Von 1911 bis 1925 und von 1934 bis 1939 gehörte er dem Zentralvorstand und dem Kulturausschuss der Freisinnig-Demokratischen Partei der Schweiz an. Er arbeitete unter anderem für die Partei Richtlinien für die freisinnige Sache in der Zentralschweiz und das Goldauer Programm, als allgemeine Wegleitung für die liberalen Minderheiten der Urkantone aus. Zu seinen damaligen Parteifreunden gehörten der spätere Landammann Ernst Zgraggen (1896–1959) und der Militärdirektor Valentin Blättler (1837–1911).
Odermatt machte 1939 einen Gesetzesvorschlag zu einem Nidwaldner Finanzausgleich, der vom Landrat abgelehnt wurde. Darauf wandte sich Franz Odermatt mit einer staatsrechtlichen Beschwerde an das Bundesgericht, das den Rekurs aber zurückwies.
Er hielt in den 1930er Jahren Vorträge im Radio Beromünster.
In der liberalen Zeitung Der Unterwaldner vertrat er seit 1893 eine kämpferisch-liberale Haltung, die ihm den Vorwurf eintrug, ein Freigeist zu sein. Von 1924 bis 1935 und von 1938 bis 1940 war er deren alleiniger Redaktor, schrieb aber auch politische Artikel für andere liberale Zeitungen, unter anderem für die Neue Zürcher Zeitung.
Als Heimatforscher verfasste Odermatt heimatkundlich-historische Studien und heimatverbundene, teilweise historische Erzählungen, unter anderem 1905 Der Wildbach, 1941 Veronika Gut und 1950 Der Wunderdoktor von Wolfsgrueb sowie 1937 mit Im Wärchtig Gwand eine Sammlung von Mundarterzählungen. Er unterhielt enge Beziehungen zu dem Historiker Robert Durrer, mit dem er sich 1911 für den Erhalt der Burgruine Rotzberg bei Ennetmoos einsetzte.
1944 unterstützte er, gemeinsam mit Regierungsrat Theodor Gabriel, einen Aufruf zur finanziellen Unterstützung der Rückwanderer durch den Präsidenten Charles Andreae der Konferenz der Rückwandererhilfe.

### Mitgliedschaften
Franz Odermatt war bereits in jungen Jahren Gründer und Präsident des Grütlivereins Stans.
Von 1919 bis 1944 war er Statthalter der Innerschweizer Sektion des Schweizer Heimatschutzes. 1927 wurde er als Nachfolger von Robert Durrer zum Präsidenten der Schützengemeinde von Stans gewählt.
1930 war Odermatt Mitglied des Vertrauensausschusses der Schweizerischen Schillerstiftung, und er gehörte dem Vorstand der Theatergesellschaft Stans an. 1952 wurde er Ehrenmitglied des Innerschweizerischen Schriftstellervereins.
Er war Vorstandsmitglied und 1936 Präsident des Zentralschweizerischen Pressevereins.
Odermatt war auch Mitglied in der Schweizerischen Gemeinnützigen Gesellschaft.

## Ehrungen und Auszeichnungen
Franz Odermatt erhielt für sein schriftstellerisches Werk 1946 eine Ehrengabe des Regierungsrats des Kantons Schwyz.

## Schriften (Auswahl)
- Der Züribund: eine Geschichte aus Unterwalden. In: Appenzeller Kalender, Band 183. 1904 (Digitalisat).
- Der Stämpfeler. In: Am häuslichen Herd, Band 8, Heft 3, 1904–1905, S. 65–73 (Digitalisat)
- Der Wildbach. Eine Geschichte aus Unterwalden. 1905.
- Hartes Holz. Eine Erzählung aus den Bergen der Urschweiz. 1906.
- Mutterli. In: Die Schweiz, Band 10, 1906., S. 448–452 (Digitalisat).
- Das Faschingsfest. In: Am häuslichen Herd, Band 14, Heft 5, 1910–1911, S. 129–143 (Digitalisat).
- Volkskraft. 1911.
- Das Tauffest. In: Am häuslichen Herd, Band 10, Heft 5, 1911–1912, S. 289–307 (Digitalisat).
- Die Wetterglocke. 1912.
- Heimatschutz in Nidwalden. In: Heimatschutz, Band 8, Heft 9, 1913, S. 129–137 (Digitalisat).
- Susanna Herber, die Ehefeindin. In: Appenzeller Kalender, Band 194. 1915 (Digitalisat).
- Die Winkelriedsdramen in der schweizerischen Literatur. In: Die Schweiz, Band 20, 1916, S. 517–524 (Digitalisat).
- Der verschriebene Tod. 1916.
- Karl Engelberger. In: Die Schweiz, Band 21, 1917, S. 563–564 (Digitalisat).
- Die Landsgemeinden. In: Heimatschutz, Band 14, Heft 2, 1919, S. 34–36 (Digitalisat).
- Doppelspiel. Eine Geschichte aus der Sonderbundszeit. 1922.
- Die Nidwaldner Verfassungen von 1803, 1815 und 1850 und ihre Kämpfe. In: Der Geschichtsfreund, Band 81, 1926, S. 261–298 (Digitalisat).
- Die Handschrift. Novellen. 1927.
- Der Heimat Arbeit, Spiel & Wehr. Festspiel zur Einweihung der neuen Schützenfesthalle in Stans. 1930.
- Bruder und Schwester. 1932.
- Worte der Erinnerung an Anton Z’graggen, Landammann und Erziehungsdirektor, 1873-1933. 1933.
- Der nidwaldnerische Mezzofanti. In: Neue Zürcher Zeitung, Nr. 822 vom 7. Mai 1933, Literarische Beilage, Blatt 4 (Digitalisat).
- Das Milieu. 1934.
- Totalrevision der Bundesverfassung: eine Rundfrage (Antwort). In: Neue Schweizer Rundschau, Band 2, Heft 2, 1934–1935, S. 171–176 (Digitalisat).
- Rechter Hand. linker Hand: Roman zwischen zwei Kriegen. 1935.
- Der Kanton Unterwalden nid dem Wald im 19. Jahrhundert in seiner Geschichte, Kultur und Volkswirtschaft. 1937.
- Im Wärchtig Gwand. 1937.[36]
- Der Mantel des Landammann. In: Appenzeller Kalender, Band 217, 1938 (Digitalisat).
- Die brennende Zunge. In: Historischer Kalender, oder, der hinkende Bot, Band 211, 1938, S. 54–59 (Digitalisat).
- Land und Volk der Innerschweiz. 1938.
- Serafina und die Leutnants. 1939.
- Land und Volk der Urschweiz. 1940.
- Die Brüder Vielmeh und ihre Frauen. 1940.
- Veronika Gut. 1941.
- 650 Jahre Eidgenossenschaft. 1941.
- Anton Auf der Maur, Luzern. In: Heimatschutz, Band 38, Heft 4, 1943, S. 140–141 (Digitalisat).
- Verzeichnis der wissenschaftlichen Arbeiten von Staatsarchivar Dr. Robert Durrer 1867–1934. In: Beiträge zur Geschichte Nidwaldens, Band 17, 1944, S. 42–50 (Digitalisat).
- Schicksale und Helden. Historische Erzählungen. 1945.
- Die Heimatlosen. Historische Erzählung. 1946.
- Der geheimnisvolle Strom. 1947.
- Franz Odermatt, Friedrich Frey-Fürst: Das Buch vom Bürgenstock. 75 Jahre Kurort Bürgenstock. 1948.
- Der Wunderdoktor von Wolfsgrueb. 1950.
- Eine Amtsprüfung in alter Zeit. In: Oberländer Tagblatt vom 27. November 1952. Unterhaltungsbeilage Thuner Stern. S. 1–2 (Digitalisat).